# Lullabies for E.T. Children
Lullabies for E.T. Children è il quarto album di Leonardo Cesari pubblicato il 13 maggio 2010. L'album è stato pubblicato a livello nazionale sia nel formato fisico che in download digitale.

## Tracce
1. Poljuško Pole – 4:15
2. Altaj – 7:06
3. Hermoso – 5:12
4. Ninna Dei Briganti – 7:24
5. Joshua – 5:30
6. La mia condizione di bambino – 3:26
7. Ninna del mare – 6:38
8. Aspettando il 12 – 6:11
9. Mercato buddista – 4:08
10. Ultima visione – 2:14

Durata totale: 52:04

## Musicisti
- Leonardo Cesari: batteria
- Gabriele Greco: contrabbasso
- Lutte Berg: chitarra elettrica
- Daniele Pozzovio: pianoforte
- Fabrizio Mandolini: sax tenore, sax soprano
- Pasquale Laino: sax baritono, sax alto, clarinetto
- Nicola Puglielli: chitarra acustica, chitarra elettrica
- Bruno Zola: contrabbasso
- Eva Coen: voce
- Claudio Corvini: tromba